# Anna Tsygankova
Scènes principales
Théâtre Bolchoï
Ballet national hongrois
Het Nationale Ballet
Anna Tsygankova (en russe : Анна Цыганкова, née le 6 novembre 1979 à Novossibirsk en Sibérie, alors en URSS) est une danseuse russe, devenue danseuse étoile du Het Nationale Ballet.

## Biographie
Anna Tsygankova étudie la danse au ballet de l'Académie de Novossibirsk puis à l'Académie Princesse Grace à Monaco.
Elle est mariée au danseur Matthew Golding avec qui elle a un enfant.

## Carrière
Anna Tsygankova est engagée au sein du Ballet du Bolchoï où elle se perfectionne sous la direction de Raisa Struchkova puis, en 2004, au Ballet national hongrois de Budapest où elle reste trois ans et continue de danser au titre d'artiste invitée,.
En 2007, Tsygankova migre au Het Nationale Ballet à Amsterdam avec le titre de Danseuse Principale,. Elle est fréquemment danseuse-invitée sur diverses scènes renommées comme le ballet du Wiener Staatsoper et du Teatro dell'Opera di Roma.
En 2016, Anna Tsygankova marque une pause dans son activité pour préparer la naissance de son enfant. Elle revient au Ballet national des Pays-Bas en octobre 2018 dans La Dame aux camélias.

## Prix et distinctions
- 2014 : Grand Prix au Dance Open Festival International de Saint Pétersbourg[6].
- Prix Alexandra Radius (en)
- Prijs van Verdienste

## Répertoire
Le répertoire de Tsygankova est varié. Il comprend, entre autres :
- La Bayadère, Le Lac des cygnes, Giselle et, plus récemment, Cendrillon, Don Quichotte, Mata Hari, Casse-Noisette pour le ballet classique
- Ballets de George Balanchine, William Forsythe, Hans van Manen, Wayne Eagling dans le registre contemporain et néo-classique

## Vidéographie
- Alice au pays des Merveilles+Cendrillon : Het Nationale Ballet, Opus Arte ;
- Cinderella : Het Nationale Ballet, Opus Arte, ASIN: B00DEROQVA ;
- Don Quichotte : Het Nationale Ballet, The art of elegance, ASIN: B01J1Y69QO ;
- Giselle : Het Nationale Ballet, Holland Symfonia, ASIN: B01EGQ5M5G ;
- The Nutcracker and the Mouse King (Casse-noisette et le Roi des souris) : Het Nationale Ballet, Arthaus.